# Diterpeen

Het diterpeen abietinezuur

Diterpenen vormen een subklasse van de terpenen. Het zijn organische verbindingen die bestaan uit vier isopreeneenheden. Ze worden gevormd uit het tussenproduct geranylgeranylpyrofosfaat. Diterpenen vormen de basis voor biologisch belangrijke verbindingen, zoals retinol, retinal en fytol. Ze staan bekend om hun antimicrobiële en ontstekingsremmende eigenschappen.

## Voorbeelden van diterpenen
- Abietinezuur, een belangrijk bestanddeel van colofonium
- Aconitine, een geamineerd diterpeen
- Aphidicoline
- Cafestol, komt voor in koffiebonen
- Carnosinezuur, een zuurstofhoudend diterpeen dat voornamelijk voorkomt in rozemarijn en echte salie
- Cembreen A
- Ferruginol, bevat een diterpeen en komt voor in de bladeren van de kustmammoetboom
- Forskoline
- Guanacastepene A
- Kahweol, komt voor in koffiebonen
- Labdaan
- Lagochiline
- Laureneen, een diterpeen dat tevens een fenestraan is
- Rebaudiosiden, een zestal diterpeenglycosiden (rebaudioside A tot F), die aangetroffen worden in de bladeren van de steviaplant
- Sclareen
- Sclareol, komt voor in de plant scharlei
- Stemareen
- Steviol, komt als diterpeenglycoside stevioside voor in de steviaplant
- Taxadieen, de precursor van taxol
- Tiamuline, een antimicrobieel diterpeen